# Базилика Светог Димитрија
Базилика Светог Димитрија је археолошко налазиште у Сремској Митровици, где су откривени остаци тробродне базилике са апсидом на истоку, остацима свештеничких седишта и постоља олтара.
Базилику је изградио префект Леонтије између 426. и 441. године, иначе градитељ истоимене цркве у Солуну.
Налази се у најужем центру Сремске Митровице на Соларском тргу. Откривена је 1978. године, приликом копања темеља за Градску кафану. По свом унутрашњем распореду црква припада групи „хеленистичких” базилика са дужином преко 20 метара и ширином брода око 13 метара. Натпис о посвети цркве није археолошки откривен, премда сви други детаљи упућују да се ради о Базилици Св. Димитрија. Од тробродне основе презентована је само апсида са олтарским делом.